# Quận Macon, Georgia
Quận Macon là một quận trong tiểu bang Georgia, Hoa Kỳ. Quận lỵ đóng ở thành phố Oglethorpe 6Oglethorpe.6. Theo điều tra dân số năm 2000 của Cục điều tra dân số Hoa Kỳ, quận có dân số 14.074 người 2. Năm 2007, ước tính dân số quận này là 13.542 người.

## Địa lý
Theo Cục điều tra dân số Hoa Kỳ, quận này có diện tích 1051 ki-lô-mét vuông, trong đó có km2 là diện tích đất, 0,66 km2 là diện tích mặt nước.

### Các xa lộ
- Georgia State Route 26
- Georgia State Route 49
- Georgia State Route 90
- Georgia State Route 128
- Georgia State Route 224
- Georgia State Route 240